# Augusta Montaruli
Augusta Montaruli, née le 14 septembre 1983 à Turin (Italie), est une femme politique italienne, membre de Frères d'Italie et députée depuis 2018.
Elle est secrétaire d'État auprès de la ministre de l'Enseignement supérieur et de la Recherche dans le gouvernement Meloni de 2022 à 2023.

## Biographie

### Famille, études et carrière professionnelle
Fille de parents originaires de Corato, elle est diplômée en droit de l'université de Turin. Elle est avocate depuis 2016, inscrite à l'ordre professionnel de Turin.
Elle est mariée à Maurizio Marrone, conseiller régional Frères d'Italie du Piémont.

### Carrière politique
Elle a été membre d'Azione Giovani, le mouvement jeune du parti Alliance nationale (AN). Directrice provinciale de l'AN, elle appartient aussi à l'exécutif national d'Azione Universitaria, l'antenne universitaire d'Azione Giovani.
Elle est candidate pour l'AN à la mairie de Pessinetto lors des élections de 2004. Obtenant 2,87 % des voix, elle n'est pas élue.
Conseillère municipale de San Mauro Torinese de 2007 à 2011, elle est conseillère régionale du Piémont sous la bannière Le Peuple de la liberté (PdL) de 2010 à 2014. En 2012, elle devient la porte-parole nationale de Giovane Italia, l'organisation de jeunesse du PdL, mais elle quitte son poste après quelques mois, rejoignant Frères d'Italie (FdI). Aux élections législatives de 2013, elle est candidate FdI dans la circonscription Piémont 1 mais elle n'est pas élue. Aux élections législatives de 2018, elle est élue députée du Piémont. Elle est réélue en 2022,.
En juillet 2018, elle est condamnée en appel à 1 an et 7 mois de prison dans le cadre de l'enquête « Rimborsopoli », liée à l'utilisation abusive de fonds destinés aux groupes communaux de la région Piémont. En 2019, la Cour de cassation prononce l'annulation de la peine avec sursis. En 2021, la condamnation précédente est confirmée à l'issue d'un nouvel appel,.
Le 31 octobre 2022, elle est nommée secrétaire d'État italienne auprès de la ministre de l'Enseignement supérieur et de la Recherche Anna Maria Bernini au sein du gouvernement de la présidente du Conseil Giorgia Meloni (FdI). Elle entre en fonction le 2 novembre suivant.
Elle démissionne de son poste après que la Cour de cassation a confirmé sa condamnation pour détournement de fonds. Elle continue de siéger en tant que députée au Parlement italien. Le 5 février 2025, lors d’un débat politique télévisé, elle fait sensation en mettant en scène une protestation singulière : elle aboie pour empêcher le député de l'opposition Marco Furfaro de commenter sa condamnation.